# Исин (буддийский наставник)

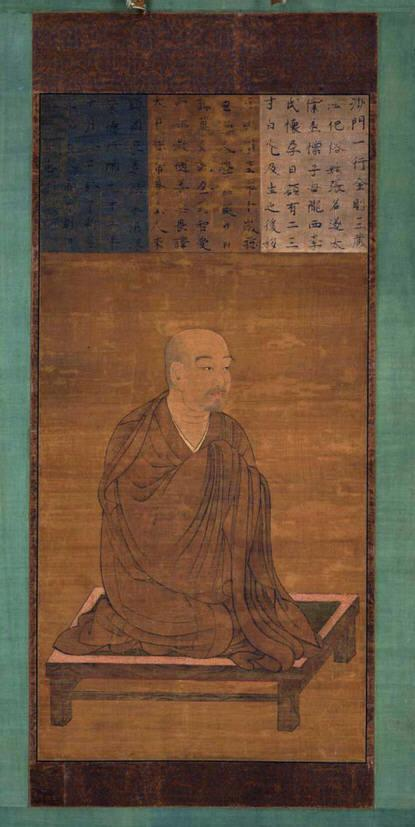
Портрет И Сина. 14 век, Япония, период Камакура, Национальный музей, Токио

Иси́н (кит. упр. 一行, пиньинь Yixing, мирские фамилия и имя Чжан Суй (张遂), 673—727), китайский астроном, математик, инженер и буддийский монах времён империи Тан.

## Биография
Чжан Суй родился в 673 году в семье чиновника. Как монах-учёный он принадлежал к течению эзотерического буддизма и был современником Шубхакарасимхи (637—735), Ваджрабодхи (671—741) и Амогхаваджры (705—774). Судя по сохранившимся сведениям, Исин был разносторонним человеком, обладавшим широким кругозором. В молодости он изучал даосизм и написал два сочинения, посвящённые даосской философии, но впоследствии увлекся чань-буддизмом и в двадцать один год ушёл в монахи, став учеником прославленного чаньского мастера Пуцзи (651—739). Затем Исин изучал монашеские кодексы и медитативные практики тяньтайского буддизма до тех пор, пока не обосновался в столице танской империи — Чанъане (716 г). Там он познакомился с Шубхакарасимхой, выдающимся буддийским монахом, знатоком санскрита и переводчиком буддийских сутр. Исин стал его учеником, занимаясь совместно с учителем переводом с санскрита Махавайрочана-сутры. Их совместная деятельность продолжалась по меньшей мере 8 лет до тех пор, пока И Син в Лояне не познакомился с другим знаменитым монахом-переводчиком сутр — Ваджрабодхи. Исин сблизился с ним и стал разделять его религиозно-философские убеждения, основанные на Ваджрашекхара-сутре. Кроме комментариев к Махавайрочана-сутре, Исин является автором ещё нескольких буддийских научных текстов:
- Сто восемь дхармакайя-мудр Вайрочаны согласно Ваджрашекхара-сутре.
- Методы обретения желаний, взятые из тайных способов неисчислимого сострадания Манджушри-Ямантаки.
- Руководство по развитию дхарма-глаза Вайрочаны.
- Руководство по заклинанию для устранения препятствия и несчастья с помощью Бхайшайягурувайдурьяпрабха.
- Руководство по созвездиям и небесным телам.
- Способы постижения движения звёзд по отношению к семи планетам.
- Способы огненного ритуала для Семи светил[1].

Несмотря на выдающиеся достижения в науке и распространении «тайного буддизма» в Китае, Исин не был включён в число восьми главных патриархов эзотерического буддизма, но был отнесён к «восьми патриархам, распространявшим и державшим „дхарму“ (то есть учение)».
Благодаря двум выдающимся учителям Исин блестяще знал санскрит, что позволило ему овладеть многовековым знанием индийской науки, изложенной в индийских трактатах. Именно эта — научная часть деятельности монаха особо выделяется современными учёными из всего его наследия.
Наиболее известны работы Исина в сфере астрономии и изготовления приборов.
В 724 −725 по поручению императорского двора он выполнил геодезические измерения, преследовавшие ряд целей, включая получение новых данных для предсказания солнечных затмений, проведение реформы календаря и измерение дуги меридиана. Для измерения дуги меридиана Исин использовал тот же метод, что и Эратосфен в III веке до нашей эры — с помощью измерения длины солнечной тени на разных широтах. Для проведения этой работы он организовал наблюдения на 13 площадках, самая южная из которых располагалась во Вьетнаме, на широте 17 °, а самая северная — возле озера Байкал, на широте 50 °. На каждой из этих площадок были проведены измерения высоты и длины солнечной тени летом и зимой. Полученная И Сином таким образом величина дуги меридиана мало отличается от современного значения.
Исин вместе со своим помощником Лян Линцзанем соорудил армиллярную сферу, состоявшую из семи различных колец и на которой, в отличие от ранее создававшихся конструкций, было дополнительно использовано кольцо небесной широты. В 725 Исин и Лян Линцзань изготовили бронзовый небесный глобус, на поверхности которого были выгравированы изображения созвездий и небесного экватора. Это устройство представляло собой комбинацию астрономического инструмента и часов, причём это были первые механические часы, хотя и с водяным приводом. Устройство приводилось в действие водой и делало полный оборот за сутки, точно согласуя своё движение с реальным движением небесных светил. С небесным глобусом были соединены с помощью привода два зубчатых кольца, на одном из которых был установлен шарик, обозначавший Солнце, а на другом — Луну. При одном обороте небесного глобуса шарик-Солнце перемещался в обратном направлении на один градус, а шарик-Луна — на 13 и 7/9 градуса. Кроме того, к глобусу были присоединены посредством системы зубчатых передач две деревянные фигуры, одна из которых каждые четверть часа автоматически ударяла по барабану, а другая — каждый час ударяла в колокол.
В последние годы своей жизни Исин был придворным астрономом императора Сюань-цзуна (712-756). Кукай сообщает, что император испытывал к нему столь глубокое почтение, что после смерти учёного-монаха лично написал посмертную эпитафию на его могильном камне.

## Память
В монастыре Гоцин, расположенном в горах Тяньтайшань, в 200 км от Ханчжоу, провинция Чжэцзян, находится Мемориальная пагода Исина.

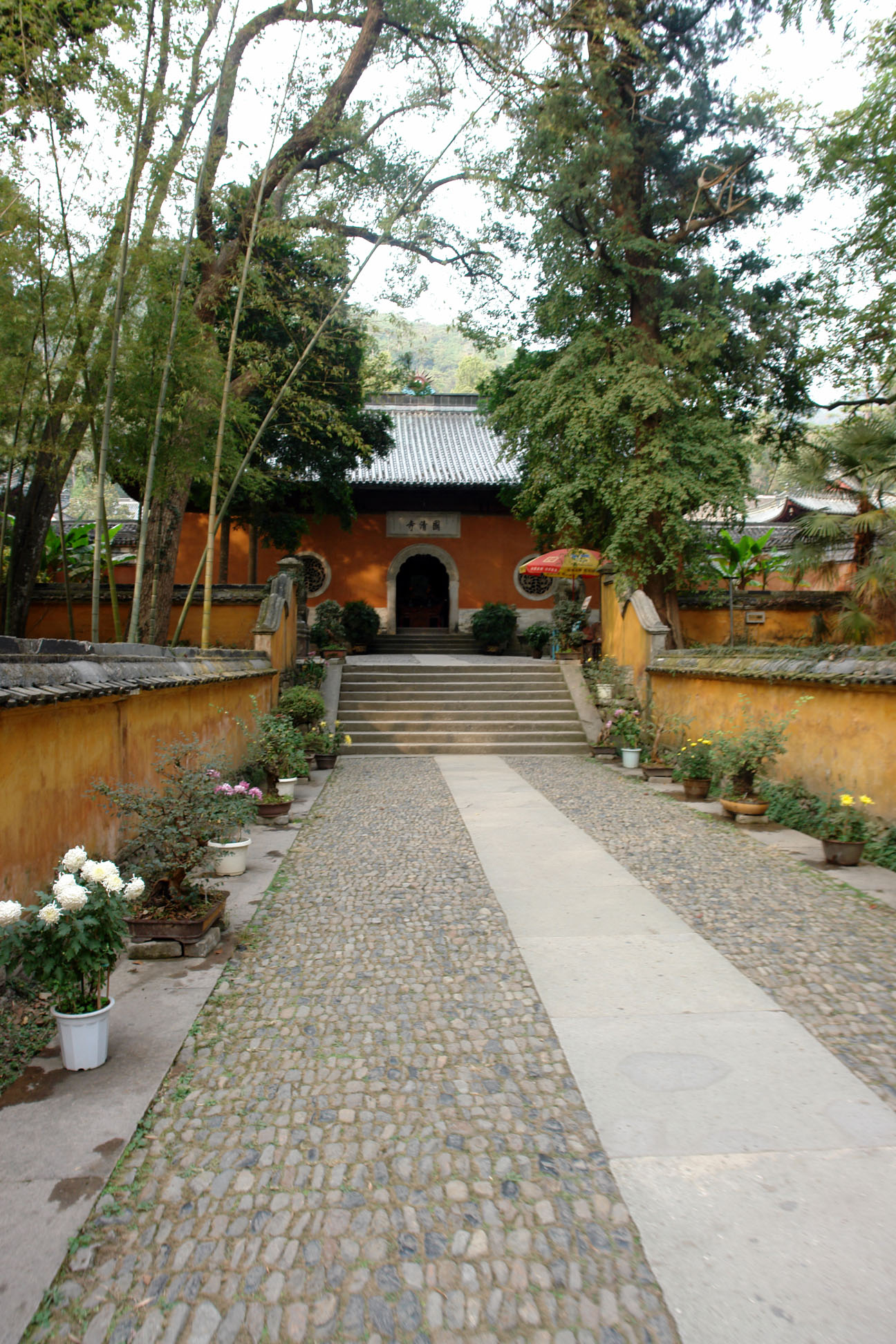
Монастырь Гоцин, где расположена Мемориальная пагода Исина

1 августа 1978 года в честь Исина астероиду, открытому 9 ноября 1964 года в обсерватории Цзыцзиньшань, Нанкин, КНР, присвоено наименование 1972 Yi Xing.